# James Beattie
James Scott Beattie (Lancaster, Inglaterra, 27 de febrero de 1978), exfutbolista inglés. Jugaba de delantero y su último equipo como jugador fue el Accrington Stanley FC de la Football League Two de Inglaterra, equipo que, tras su retirada, se transformó en su primera experiencia como director técnico.

## Selección nacional
Fue internacional con la selección de fútbol de Inglaterra, jugando 5 partidos internacionales.

## Clubes
| Club                  | País       | Año       |
| --------------------- | ---------- | --------- |
| Blackburn Rovers      | Inglaterra | 1995-1998 |
| Southampton FC        | Inglaterra | 1998-2005 |
| Everton FC            | Inglaterra | 2005-2007 |
| Sheffield United      | Inglaterra | 2007-2009 |
| Stoke City            | Inglaterra | 2009-2010 |
| Glasgow Rangers       | Escocia    | 2010-2011 |
| Blackpool             | Inglaterra | 2011      |
| Sheffield United      | Inglaterra | 2011-2012 |
| Accrington Stanley FC | Inglaterra | 2012-2013 |